# Diyana

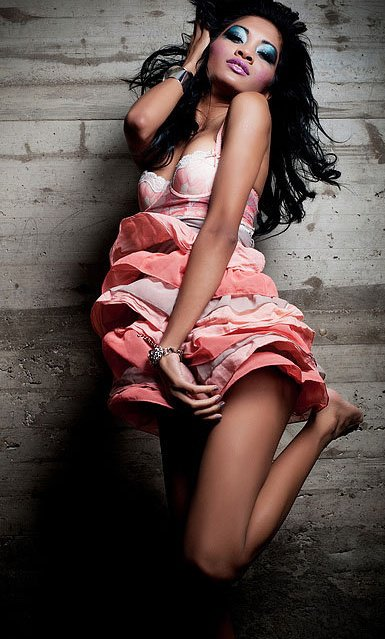
Diyana (2010)

Diyana Spuling (* 11. Mai 1989 in Singapur; geb. Hensel) ist eine deutsche Sängerin, Songwriterin und Model. 2008 nahm sie an der siebten Staffel der Casting-Show Popstars teil. 2010 startet sie unter ihrem Vornamen Diyana eine Solokarriere.

## Biografie
Am 11. Mai 1989 wurde Diyana Hensel in Singapur geboren. Im Alter von neun Jahren wanderte sie aufgrund ihres gewalttätigen Vaters mit ihrer Mutter nach Stuttgart aus, wo sie eine 6-jährige Gesangsausbildung an der Stuttgarter Cap-Academy und eine Tanzausbildung an der New York City Dance School Stuttgart absolvierte. Es folgten erste Auftritte in Musicals und als Background-Sängerin im Fernsehen. Gemeinsam mit ihrer Tanzgruppe wurde sie 2005 deutsche Meisterin im Stepptanz.
Als Model ist Hensel seit ihrem zehnten Lebensjahr tätig. Nach ersten Aufträgen für regionale Prospekte wurde sie von einer Modelagentur unter Vertrag genommen und modelte unter anderem für Replay.
Mit 19 Jahren bewarb Hensel sich bei der siebten Staffel von Popstars und schaffte es unter die letzten acht Kandidaten für die Band Queensberry. Kurz vor ihrem Ausscheiden nahm sie für den Red Nose Day als eine der verbliebenen acht Kandidatinnen den Weihnachtssong I Believe in X-Mas auf, welcher am 5. Dezember 2008 als Single veröffentlicht wurde und es auf Platz 14 der deutschen Single-Charts schaffte.
Anschließend veröffentlichte sie unter dem Künstlernamen Diyana Morgan verschiedene Songs auf MySpace und YouTube.
Durch einen Freund lernte sie das Münchener Musikproduzenten-Duo Goofiesmackerz kennen, mit denen sie an ihrem Debüt-Album arbeitete. Das Album enthält viele Stilrichtungen wie Reggae, Ska, R&B und Pop. Viele der Texte hat Hensel selbst geschrieben. Ende 2009 drehte sie ein Musikvideo zum Lied Mystery welches ursprünglich als erste Single vorgesehen war. Am 3. September 2010 erschien schließlich die Vorab-Single Drifted als Download. Am 1. Oktober 2010 folgt das Album Diyana, welches vom Label GetoGold auf CD und als Download veröffentlicht wurde. In der Zeitschrift Bravo wurde Diyana im August 2010 zur „Newcomerin der Woche“ gekürt.
2012 bewarb sich Hensel bei der 10. Staffel von Deutschland sucht den Superstar, wo sie während des Workshops auf Curaçao ausschied.
Seit 2015 ist sie mit ihrer großen Jugendliebe verheiratet.
Heute arbeitet Diyana als Make-Up/Spotlight Artist für MAC Cosmetics in Stuttgart.

## Diskografie
Alben
- 2010: Diyana

Singles
- 2008: I Believe in X-Mas (mit Popstars)
- 2010: Drifted
- 2014: Soar Away (Sebastian Kidd feat. Diyana)

## Musikkritiken
- mix1.de gibt dem Album Diyana 6 von 8 Punkten.[10]